# Mortdale Memorial Park
Mortdale Memorial Park är en park i Australien. Den ligger i delstaten New South Wales, i den sydöstra delen av landet, omkring 18 kilometer sydväst om delstatshuvudstaden Sydney. Mortdale Memorial Park ligger 37 meter över havet.
Trakten är tätbefolkad. Närmaste större samhälle är Sydney, omkring 18 kilometer nordost om Mortdale Memorial Park. 
Runt Mortdale Memorial Park är det i huvudsak tätbebyggt. Genomsnittlig årsnederbörd är 1 507 millimeter. Den regnigaste månaden är juni, med i genomsnitt 232 mm nederbörd, och den torraste är juli, med 39 mm nederbörd.